# Salih Muslim Muhammad
Salih Muslim Muhammad (Kobani, 1951) is de co-voorzitter van de Democratische Unie Partij (PYD), de drijvende kracht achter de autonome Koerdische Rojava regio in Noord-Syrië.
Muslim raakte voor het eerst betrokken bij de Koerdische beweging in de jaren 70 toen hij bouwkunde studeerde aan de Technische Universiteit Istanboel, hij raakte geïnspireerd door de aanhoudende strijd van Mustafa Barzani tegen het Iraakse regime van Saddam Hoessein. Na de Universiteit werkte hij als ingenieur in Saoedi-Arabië waarna hij in de jaren 90 terugkeerde naar Syrië.
Op 9 oktober 2013 werd de zoon van Salih Muslim Muhammad, Shervan, gedood tijdens gevechten tegen rebellen met banden met Al Qaida.